# Windows Journal
Windows Journal était une application de prise de notes développée par Microsoft et incluse dans certaines éditions de Windows XP, Vista, 7, Windows 8 et 10.

## Abandon
Depuis l'Anniversary Update de Windows 10, publiée le 2 août 2016, Windows Journal a été supprimé. Windows 10 ne peut plus désormais lire les fichiers .JNT.
Microsoft conseille de passer à OneNote.